# Paläogen
| Ära | Känozoikum                                 |          |            |               |
| System davor | Kreide                                     |          |            |               |
| Beginn | 66 mya                                     |          |            |               |
| Ende | 23,03 mya                                  |          |            |               |
| System danach | Neogen                                     |          |            |               |
| Mittlerer atmosphärischer O2-Anteil | ca. 26 Vol.-% (130 % des heutigen Niveaus) |          |            |               |
| Mittlerer atmosphärischer CO2-Anteil | ca. 500 ppm (125 % des heutigen Niveaus)   |          |            |               |
| Mittlere Bodentemperatur | ca. 18 °C (4 °C über heutigem Niveau)      |          |            |               |
| \| ❮ \| System \| Serie \| Stufe \| ≈ Alter (mya) \| \| ❮ \| später \| später \| später \| jünger \| \| - \| --------------- \| -------- \| ---------- \| ------------- \| \| ❮ \| P a l ä o g e n \| Oligozän \| Chattium \| 23,03 ⬍ 28,1 \| \| ❮ \| P a l ä o g e n \| Oligozän \| Rupelium \| 28,1 ⬍ 33,9 \| \| ❮ \| P a l ä o g e n \| Eozän \| Priabonium \| 33,9 ⬍ 38 \| \| ❮ \| P a l ä o g e n \| Eozän \| Bartonium \| 38 ⬍ 41,3 \| \| ❮ \| P a l ä o g e n \| Eozän \| Lutetium \| 41,3 ⬍ 47,8 \| \| ❮ \| P a l ä o g e n \| Eozän \| Ypresium \| 47,8 ⬍ 56 \| \| ❮ \| P a l ä o g e n \| Paläozän \| Thanetium \| 56 ⬍ 59,2 \| \| ❮ \| P a l ä o g e n \| Paläozän \| Seelandium \| 59,2 ⬍ 61,6 \| \| ❮ \| P a l ä o g e n \| Paläozän \| Danium \| 61,6 ⬍ 66 \| \| ❮ \| früher \| früher \| früher \| älter \| |                                            |          |            |               |
| ❮ | System                                     | Serie    | Stufe      | ≈ Alter (mya) |
| ❮ | später                                     | später   | später     | jünger        |
| ❮ | P a l ä o g e n                            | Oligozän | Chattium   | 23,03 ⬍ 28,1  |
| ❮ | P a l ä o g e n                            | Oligozän | Rupelium   | 28,1 ⬍ 33,9   |
| ❮ | P a l ä o g e n                            | Eozän    | Priabonium | 33,9 ⬍ 38     |
| ❮ | P a l ä o g e n                            | Eozän    | Bartonium  | 38 ⬍ 41,3     |
| ❮ | P a l ä o g e n                            | Eozän    | Lutetium   | 41,3 ⬍ 47,8   |
| ❮ | P a l ä o g e n                            | Eozän    | Ypresium   | 47,8 ⬍ 56     |
| ❮ | P a l ä o g e n                            | Paläozän | Thanetium  | 56 ⬍ 59,2     |
| ❮ | P a l ä o g e n                            | Paläozän | Seelandium | 59,2 ⬍ 61,6   |
| ❮ | P a l ä o g e n                            | Paläozän | Danium     | 61,6 ⬍ 66     |
| ❮ | früher                                     | früher   | früher     | älter         |

Das Paläogen (von altgriechisch παλαιός palaiós, deutsch ‚alt‘ und γένος génos ‚Abstammung, Zeitalter‘) oder Alttertiär ist das unterste chronostratigraphische System und die älteste geochronologische Periode des Känozoikums und dauerte von vor etwa 66 Millionen Jahren bis zum Beginn des Neogens vor etwa 23,03 Millionen Jahren. Paläogen und Neogen wurden früher zum System des Tertiärs zusammengefasst. Die Bezeichnung „Tertiär“ wird allerdings mittlerweile von der International Commission on Stratigraphy (ICS) nicht mehr verwendet und Paläogen und Neogen werden inzwischen im hierarchischen Rang von Systemen verwendet.
Zu Beginn des Paläogens kam es nach dem Aussterben der Nicht-Vogel-Dinosaurier zur Weiterentwicklung der Vögel und einer beträchtlichen Differenzierung der Säugetiere, die von ehemals kleinen Formen in der vergangenen Kreidezeit zu den beherrschenden Landtieren wurden. Gegen Ende des Paläogens waren die Rüsseltiere die größten Landsäugetiere. Die einzelnen Kontinente waren anfangs isoliert. Über eine Landbrücke zwischen Afrika und Eurasien, die sich vor 27 Millionen Jahren bildete, konnten sich die Tiere jedoch wieder weit verbreiten. Nur Australien und Antarktika nahmen eine andere Entwicklung.

## Unterteilung
Das Paläogen ist weiter unterteilt in:
- System: Paläogen (66–23,03 mya)
  - Serie: Oligozän (33,9–23,03 mya)
    - Stufe: Chattium (28,1–23,03 mya)
    - Stufe: Rupelium (33,9–28,1 mya)

  - Serie: Eozän (56–33,9 mya)
    - Stufe: Priabonium (38–33,9 mya)
    - Stufe: Bartonium (41,3–38 mya)
    - Stufe: Lutetium (47,8–41,3 mya)
    - Stufe: Ypresium (56–47,8 mya)

  - Serie: Paläozän (66–56 mya)
    - Stufe: Thanetium (59,2–56 mya)
    - Stufe: Seelandium (61,6–59,2 mya)
    - Stufe: Danium (66–61,6 mya)

## Paläogeographie
Im Paläogen nahmen die Kontinente in etwa ihre heutigen Positionen ein. Nord- und Südamerika waren noch nicht durch Mittelamerika verbunden, auch Afrika und Eurasien waren noch durch die kontinuierlich schmaler werdende Tethys getrennt. Australien und Antarktika hatten sich bereits gelöst, befanden sich aber noch nahe beieinander. Die Indische Platte kollidierte mit der Eurasischen und es bildete sich der Himalaya. Große Flächen in Nordamerika, Eurasien und Afrika verlandeten, aus der Inselwelt Europa begann sich langsam eine zusammenhängende Landfläche zu bilden.